# Sodiaal
Sodiaal er et fransk andelsmejeri, der ejes af 17.000 franske landmænd. Deres produkter inkluderer konsummælk, mælkepulver, ost og yoghurt.
I 1964 blev andelsmejeriet Sodima etableret og i 1990 blev Sodima til Sodiaal.